# Kick Buttowski: Suburban Daredevil
Kick Buttowski: Suburban Daredevil (traducido literalmente Kick Buttowski: Temerario de los suburbios; llamado Kick Buttowski en España y Kick Buttowski: Medio doble de riesgo en Hispanoamérica) es una serie animada de televisión estadounidense creada y producida por Sandro Corsaro, sobre un joven llamado Clarence Francis "Kick" Buttowski que aspira a convertirse en el mayor temerario del mundo. Se convirtió en la cuarta serie original de Disney XD y la primera serie animada de este tipo. El programa se estrenó el 13 de febrero de 2010, con dos episodios transmitidos el primer día. Se produjeron 52 episodios. El episodio final se emitió el 2 de diciembre de 2012.

## Producción
El programa utiliza el software Toon Boom Animation. También hay algunos elementos animados en 3D. 

### Desarrollo
Kick Buttowski: Suburban Daredevil estaba en producción el 19 de diciembre de 2008. El nombre original era Kid Knievel en ese momento. El título fue cambiado a Kick Buttowski el 4 de abril de 2009. A principios de diciembre de 2009, se anunció que la serie se estrenaría el 13 de febrero de 2010, exactamente un año después del lanzamiento de Disney XD, y el estreno de su primera serie original, Aaron Stone. El coordinador de dobles de la serie es Robbie Knievel, el hijo de Evel Knievel.

### Creación
Corsaro ha declarado que estaba pensando en su propia infancia cuando dibujó el personaje en 2002 y posteriormente comenzó a desarrollar la idea de una serie de televisión. Originalmente, Kick se llamaba Kid Knievel, y era ligeramente diferente de la visión original de sí mismo. Él era mucho más pequeño. Tenía estrellas azules en su casco y rayas azules en su ropa en un aparente homenaje a Evel Knievel. Muchos de los personajes, situaciones y lugares humorísticos de la serie se inspiraron en infancia de Corsaro en su ciudad natal, Stoneham, Massachusetts.

### Piloto de la serie
El piloto fue escrito y desarrollado por Devin Bunje y Nick Stanton, quienes finalmente dejaron el proyecto para trabajar en otra serie de Disney XD, Zeke y Luther. El piloto luego se dividió en los primeros dos episodios de la serie, "La Colina del Muerto" y "Billy Stumps".

## Personajes
- Clarence Francis "Kick" Buttowski (interpretado por Charlie Schlatter): Es el protagonista de la serie y un acróbata principiante, que busca emociones y que a menudo es imprudente. Tiene 12 años de edad y acepta su personalidad de especialista hasta el punto de que le resulta muy difícil ignorar las oportunidades de hacer acrobacias o preocuparse por su propio bienestar. A pesar de eso, tiene buen corazón y al final siempre hace lo correcto si su comportamiento imprudente va demasiado lejos. Es experto en hacer acrobacias aunque en algunas ocasiones suelen resultar contraproducentes. Es bastante bajo y viste un traje blanco característico con rayas rojas en las mangas, un casco blanco con una raya roja con botas y guantes amarillos. Algunas de sus frases conocidas son "Hay Sopas" o "Chimi-changa", es admirador de Rock Callahan, Billy Stumps y Boom McCondor.
- Gunther Magnuson (interpretado por Matt L. Jones): Es el mejor amigo de Kick y coordinador, se preocupa mucho, y se distrae fácilmente por los objetos brillantes o algunos centavos. A diferencia de Kick, no le gusta vivir al límite. Tiene herencia vikinga y su familia es propietaria de un restaurante llamado "Battle Snacks". Su lado vikingo se muestra cuando Gunther se pone serio o enojado, con lo que cualquiera (excepto Kick) puede intimidarse, Viste pantalones cortos azules, una camisa con una gorra roja y sandalias naranjas, también es admirador de Rock Callahan, Billy Stumps y Boom McCondor.
- Bradley "Brad" Buttowski (interpretado por Danny Cooksey): Es el hermano mayor de Kick y el antagonista principal de la serie. Tiene 16 años, es muy agresivo y suele tratar mal a Kick, con quien siempre pelea violentamente. Suele llamarlo Loser ("perdedor" en inglés, traducido como "Dillweed"), aunque en un episodio le confesó que no sabía lo que significaba.En pocos episodios se han llevado bien, tal podría ser el ejemplo de uno,en el que Kick compite en una carrera contra Gordon y antes de ser derribado por sus secuaces Brad lo ayudaría a Kick a librarse de ellos. Brad se caracteriza también por su pobre higiene personal, tanto él como su cuarto siempre están sucios y con mal olor. Cada vez que logra salirse con la suya, suele exclamar "¡Eso Brad!". Pese a creerse popular, no tiene muchos amigos y generalmente las chicas lo rechazan y su programa favorito es: Leñadoras en Bikini.
- Brianna Buttowski (interpretada por Grey DeLisle): La mimada hermana menor de 8 años de Kick. Es conocida principalmente por ser una "chica de desfiles". Siendo la más joven, por lo general se sale con la suya diciendo "Quiero...", Cuando no participa en concursos, le gusta molestar a su hermano Kick, agarrándose a cualquier cosa que sea valiosa para él, como su cereal favorito y su triciclo. Sin embargo, ella parece tener un respeto mutuo por Kick, a diferencia de Brad, el cual también la molesta. Su programa favorito es Teena A Veces, por eso siempre va vestida como ella.
- Honey Buttowski (interpretada por Kari Wahlgren): Madre de Kick. Con poca frecuencia está en casa, ya que ella y su esposo llevan a su hija Brianna a competir en concursos de belleza. Es muy cariñosa y protectora con Kick, pero aunque a menudo se preocupa por él, reconoce su naturaleza temeraria, a veces incluso lo ayuda con sus acrobacias. En "Kickin 'Genes" se revela que una vez fue una famosa temeraria y corredora de lanchas rápidas llamada "Honey Splash". También se muestra que ella fue quien le dio a Kick su característico mono blanco como regalo, para mostrarle cuánto lo apoya.
- Harold Buttowski (interpretado por Brian Stepanek): El padre demasiado cauteloso y neurótico de Kick. Suele ser alegre y tolerante, pero también es muy preocupado por las posibles fuentes de peligro. Él también tiene un amor malsano por su AMC Pacer Wagon de 1979, llamándolo "Monique" y su esposa hace lo mismo llamando a su auto "Antonio". Su pasatiempo favorito es abrir cartas, así como una fuerte obsesión por las galletas, el cual puede ocasionar que se comporte como un monstruo y lunático al no conseguir galletas.
- Kendall Perkins: Una chica de la escuela Mellowbrook, quien constantemente rivaliza con Kick, al punto que lo llama por su nombre real "Clarence". No se llevan bien, puesto que a ella le gusta el orden mientras que Kick vive a lo extremo, aunque a veces tienen que trabajar juntos para superar algunas metas. Le gusta la escuela y viene de una familia de clase alta. En algunos episodios se revela que, en el fondo, le atrae Kick.
- Jackie "La Loca" Wackerman: Una nueva residente divertida e hiperactiva de Mellowbrook. Se obsesionó con Kick desde su episodio debut, y más tarde lo acechó debido a que ella era su "fan número uno", además de ser la presidenta de su club de aficionados. Kick suele ser distante con ella, pero en ocasiones ha demostrado tratarla como su amiga.
- Christopher "Mouth" Gonzales: Un chico que también rivaliza con Kick, tiene el pelo rubio y viste de naranja. En general, es presumido y le gusta burlarse de los demás. En algunos capítulos él y Kick hacen trabajos juntos. Es admirador de Rock Callahan. Su padre trabaja como guardia en un centro comercial.
- Wade: El empleado de la tienda y gasolinera adónde van siempre los dos amigos. Es de buen rollo, pero también es muy relajado y olvidadizo. Suele jugar en el trabajo y comer. Algunas veces llama "chico acróbata o chico peligro" a Kick y "vikingo" a Gunther.
- Billy Stumps: Uno de los ídolos de Kick y Gunther, es un camionero de camiones monstruos, el cual a aparecido muchas veces en la serie junto a Kick y Gunther en sus aventuras. Perdió su brazo izquierdo en una de sus acrobacias.
- Rodney "Rock" Callahan: Actor de películas de acción. Es uno de los ídolos de Kick y Gunther. Ha aparecido en películas tales como "Motocross de Zombies", "Perseo en Pittsburgh"  y "Pulpolicía".
- Boom McCondor: Acróbata ídolo de Kick y Gunther, este realiza acrobacias super peligrosas, llegando al punto de arriesgar su vida, pero como él muestra, ama lo que hace.
- Horace y Pantsy: Los amigos y "secuaces" de Brad y los únicos que no lo abandonan pese a que a veces él es rudo con ellos. No se llevan bien con Kick ni con Gunther y a menudo son cómplices de Brad cuando éste los molesta. Horace tiene el pelo largo y verde, mientras que Pantsy viste de naranja y usa lentes 3D. Este último trabaja como el sub-gerente del cine local, en el cual aplica mano dura a todos los clientes al no soportar comportamientos que se le hace inadecuados, usualmente diciéndoles "Nada de película", también es el hermano mayor de Mouth, con quien tampoco se lleva bien.
- Reynaldo (o Ronaldo en Inglés): Un chico amante de la ciencia, que muchas veces ha competido con Kick. No se llevan muy bien, pero de vez en cuando se ayudan uno al otro. Especialmente es amante de la física, de los libros y la ciencia en general, incluso tiene un laboratorio en su casa. Tiene una relación algo amorosa con Kendall. Tiene una identidad secreta como "El Obscuro", con el cual suele llamar al restaurante de los padres de Gunther para no pagar la comida, aunque al ser descubierto, es forzado a recuperar huevos de Kraken.
- Gordon Gibble: Un chico que también es acróbata y deportista extremo de bicicletas, y es un gran rival de Kick. Se caracteriza por ser muy presumido, mala persona y tramposo. Tiene como secuaces a dos hermanos gemelos musculosos, ambos de poca inteligencia.
- Señora Chicarelli: Es una de las vecinas de Kick. Detesta a los niños por ser escandalosos y por hacer desorden, por ello constantemente los denuncia con sus padres, sobre todo a Kick. Ella en el pasado fue la subdirectora de la escuela primaria de Mellowbrook, en la cual dbido a su mano dura y poca paciencia, impuso el récord de más castigos aplicados en una escuela. Tiene un perro llamado Oscar, quien le gusta morder los traseros de las personas, especialmente el de Kick.
- Señor Vickle: Es uno de los vecinos de Kick. Es un soltero corpulento de mediana edad con una personalidad algo afeminada y siempre está cuidando de su jardín. Es uno de los pocos adultos que no se molesta por el comportamiento o por las acrobacias de Kick, aunque en algunos episodios sí ha manifestado estar en desacuerdo.
- Magnus y Helga Magnuson: Son los padres de Gunther. Son vikingos provenientes de Noruega y dueños del restaurante "Battle Snacks". Se llevan bien con la familia Buttowski, con quienes tienen una amistad desde sus juventudes. Magnus es algo gruñón y explosivo, mientras Helga es más cariñosa.
- Bjørgen Magnuson: Es el tío de Gunther y trabajador del restaurante de su familia. Hace rimas con su propio nombre. A veces habla noruego.
- Abuelo Buttowski: Es el abuelo de Kick y sus hermanos. Kick al principio no se lleva bien con él, hasta que se entera de que en su juventud era un espía en el ejército (similar a Kick) que espiaba a un dictador militar (similar a Brad) para vencer y detener su malvado plan de apoderarse del mundo.
- Primo Kyle: Es el primo de Kick. Es un charlatán y es extremadamente tonto. Admira a Kick, pero muchas veces lo molesta cuando él hace sus acrobacias. Ocasionalmente visita a la familia, cuando el llega el cielo se nubla y a cualquier radio con el que esté cerca se genera estática. En un episodio llega a rivalizar con Jackie para demostrar que él es más fanático de Kick.
- "Corte de Papel" Peterson: Es un exluchador profesional que ayudó a Kick a ganarle a Brad en peleas marciales en un episodio, a la vez que vencía a su hermano mayor tras haberle arrebatado su academia. A pesar de ello, en casi todas sus apariciones previas y posteriores aparece descuidado, solitario y con pobre higiene. Cree que Gunther es una niña.
- Señorita Fitzpatrick: Es la profesora escolar de Kick, Gunther y el resto de los chicos. Tiene en observación a Kick principalmente por no entregar tareas. Su frase típica es "Mmmm-Hmmm".
- Director Henry: Es el director de la escuela primaria de Mellowbrook, quien también tiene en observación a Kick por su conducta, aunque en un episodio se ayudan. Odia tener que hacer papeleo.
- Penélope Patterson: Es una niña quien es la rival de Brianna en sus concursos, siempre quiere ser mejor que ella pero a menudo fracasa y es humillada. Tiene cabello negro y viste de celeste, además de ser engreída y algo tramposa. No le agrada Brianna ni Kick.
- Hush y Razz: Son dos jóvenes, propietarios de la tienda de bicicletas Skidzeez en Mellowbrook. Son entusiastas de la acción y se llevan bien con Kick y Gunther.
- Teena A Veces: Ella es la estrella de su programa homónimo. Es una espía a tiempo parcial y una princesa a tiempo parcial. Ella también es cantante. Es ídolo de Brianna.
- Scarlett Rossetti: Ella es la doble de acción de Teena en su serie. Kick la ayudó a ser reconocida por su probabilidad de hacer acrobacias, lo que hizo que el programa se pusiera celoso. Más adelante aparece en el programa como La Letra Scarlett, actuando como némesis de Teena.
- Chico emo: Es un chico con nombre desconocido que aparece en algunos episodios. Viste de negro y púrpura y siempre está deprimido. Es muy malo jugando a los quemados. Es el hijo del excéntrico empresario millonario Rowdy Remington.
- Rowdy Remington: Es un millonario empresario productor de películas y padre del Chico emo, él permite que Kick sea alto en "Kickasaurio Rex", pero la verdad es que quiere que Kick use un traje de camarón en el espectáculo de fútbol de medio tiempo. Aparece ocasionalmente en algunos episodios. En uno de ellos, le permite a Wade vivir en su bodega a cambio de ser modelo de un comercial.
- Kelly: Es una chica de la escuela de Brad, posee una personalidad manipuladora para encajar con su grupo. Fingió estar enamorada de Brad con el fin de calificar para porrista.
- Luigi Vendetta: Es un chico que trabajaba en un restaurante italiano, como un mafioso encargado de castigar a los hermanos mayores bravucones.

## Reparto
- Charlie Schlatter – Clarence "Kick" Buttowski
- Matt L. Jones – Gunther Magnuson
- Danny Cooksey – Bradley "Brad" Buttowski
- John DiMaggio – Mr. Vickle, voces adicionales.
- Jeff Bennett – Billy Stumps, Sr Gonzales (Guardia del Centro Comercial), voces adicionales.
- Eric Christian Olsen – Wade.
- Grey DeLisle – Brianna Buttowski, voces adicionales
- Brian Stepanek – Harold "Harry" Buttowski
- Kari Wahlgren – Honey Buttowski
- Emily Osment – Kendall Perkins
- Maria Bamford – Jackie Wackerman
- Clancy Brown – Magnus Magnuson.
- April Winchell – Helga Magnuson.
- Richard Steven Horvitz – Mouth.
- Dwight Howard – Rock Callahan.
- Roz Ryan – Srta. Fitzpatrick.
- Sandro Corsaro – Anthony Michael DiPazzi, Michael Anthony DiPazzi, voces adicionales
- Harland Williams – Pantsy.
- Jessica Di Cicco – Penelope Patterson.
- Mindy Sterling – Ms. Chicarelli.
- Daran Norris – Jock Wilder.
- Susanne Blakeslee – Bibliotecaria, Abuela Rosie
- Greg Cipes – Horace, Chico Emo
- Brian Doyle-Murray – Glenn.
- Simon Helberg – Reynaldo.
- Tom Kenny – Cousin Kyle.
- Carlos Alazraqui – Shogun Sánchez
- Henry Winkler – Principal Henry.
- Tony Hawk – Hush.
- Will Forte – Gordie Gibble.
- Skai Jackson – Madison.
- Doug Brochu – Abbie.
- Danny Jacobs – Bjorgen, Rowdy Remington.
- Fred Tatasciore – Conserje

#### Estrellas invitadas
- Jeffrey Tambor – Jefe de la Compañía Estación de Servicio en "Wade contra la máquina".
- Adam Carolla – Tuerto Jackson en "Las leyes de lo Increible".
- Leigh Allyn Baker – Sally en "El primo Kyle" y "Una navidad con el primo Kyle".
- Alyssa Milano – Scarlett Rosetti en "Y...acción"
- Tiffany Thornton – Teena A Veces en "Y...acción"
- Carlos Alazraqui – Shogun Sánchez en "Lucha entre hermanos".
- Ed O'Neill – Abuelo Buttowski en "Verdad o desafío".
- Fergie – Abril en "Amor entre tres".
- Jim Parsons – Larry Wilder en "El campamento de Jock Wilder".
- Joanna Garcia – Shannon en "Lucha en la piscina".
- Emmanuelle Chriqui – Kelly en "El amor apesta"
- J.B. Smoove – Inspector Finecomb en "¿Donde esta Wade?" y "Cool".
- David DeLuise – Muerto Dave en "La montaña rusa del Muerto".
- Debbie Reynolds – Mary Van Der Muerto en "Dulce o travesura".
- Brian Van Holt – Boom McCondor en "La leyenda de los dobles Boom McCondor"
- Dick Vitale – Alcalde Nórdico en "Thor y Torpe".
- Rico Rodriguez – Luigi Vendetta en "Luigi Vendetta".
- Jay Harris – Brick Bristol en "Destrozados"
- Michael Wilbon – Oficial Mack en "Basura parlanchina".
- Tony Kornheiser – Oficial Irwin en "Basura parlanchina" and "Monique y yo".
- John Henson – Chuck Glarman en "Basura parlanchina".
- Carl Edwards – Eddie Clutch en "Los Go-Karts".
- Nestor Carbonell – Javier en "Deletreando"
- Tony Reali – "The Dark One" en "Rockeados".
- Mark Cuban – Mr. Gibble en "Adios, guarida, adios".
- Mike Golic – Entrenador Sternbeck en "El campeon".

## Episodios
| Temporada | Temporada | Episodios | Segmentos | Estreno original      | Estreno original         | Estreno en Latinoamérica | Estreno en Latinoamérica |
| Temporada | Temporada | Episodios | Segmentos | Estreno de temporada  | Final de temporada       | Estreno de temporada     | Final de temporada       |
| --------- | --------- | --------- | --------- | --------------------- | ------------------------ | ------------------------ | ------------------------ |
|           | 1         | 20        | 40        | 13 de febrero de 2010 | 25 de noviembre de 2010  | 8 de mayo de 2010        | 19 de marzo de 2011      |
|           | 2         | 32        | 63        | 30 de abril de 2011   | 22 de septiembre de 2012 | 24 de junio de 2011      | 31 de octubre de 2013    |

## Recepción de la crítica
La serie recibió críticas negativas a mixtas Emily Ashby de Common Sense Media le dio al programa 1 de 5 estrellas; diciendo; "que esta caricatura sin sentido no es para nada adecuada para los niños". Argumentando que "Kick vive en un mundo de fantasía donde la responsabilidad y el respeto por la autoridad pasan a un segundo plano frente al peligro y la aventura, y sus acciones arriesgadas nunca resultan en daño físico o disciplina, como lo harían en la vida real. Su hermano mayor lo intimida con insultos y burlas, y Kick trata a su mejor amigo con una falta de respeto similar". Y dice que el programa tiene "humor escatológico abundante y, aunque no hay un lenguaje tradicionalmente cuestionable, Kick usa algunas malas palabras obvias de manera habitual ("oh, sopas", por ejemplo)
El sitio web de Toonopolis.com le dio 2/5 a Giant Cartoon Mallets, escribiendo: "Mi sensación inicial con este programa no fue positiva. El programa en sí es un poco molesto de ver, especialmente en el mundo de la animación Flash prominente en Internet. El creador Sandro Corsaro es conocido por su preferencia por Flash y el programa definitivamente se siente como si hubiera sido dibujado en Flash. Puede ser único en cierto modo para su uso en un programa convencional, pero me parece un poco amateur". También argumentó que Kick y Gunther "no son realmente divertidos como pareja. Y el resto de los personajes no aportan mucho". Y al final dijo: "Definitivamente tiene un aire de 'ir descubriendo las cosas sobre la marcha'... otro elemento básico de la animación occidental. No es necesariamente algo malo, pero definitivamente explica por qué tantos personajes no tienen una profundidad real. Porque no es completamente imposible de ver... solo en su mayor parte". 
Pese a su cancelación y a la recepción, La serie se volvió un éxito de culto en Latinoamérica gracias a su humor, además de ser un fenómeno en cuanto a memes de internet, además de ser la última serie en ser emitida justo al cierre del canal en 2022 convirtiéndose en una de las series más representativas del canal.